# بيجو 402
بيجو 402 هي سيارة متوسطة الحجم خلفية الدفع من صناعة بيجو أنتجت في 1935 وتوقف إنتاجها في 1942. تم تجميعها في فرنسا. عُرضت في معرض باريس للسيارات عام 1935م.